# La Carrillo
La Carrillo   è un comune (corregimiento) della Repubblica di Panama situato nel distretto di Atalaya, provincia di Veraguas. Si estende su una superficie di 39,3 km² e conta una popolazione di 630 abitanti (censimento 2010).